# Marathon van Eindhoven 1988
De marathon van Eindhoven 1988 werd gelopen op zondag 16 oktober 1988. Het was de zesde editie van deze marathon.
Bij de mannen streek de Belg Jean-Pierre Paumen met de hoogste eer. Hij won de wedstrijd met een tijd van 2:14.51. De Schotse Heather MacDuff won bij de vrouwen in een parcoursrecord van 2:34.26. Deze tijd bleef tot 1999 in de boeken staan, toen Nadezhda Wijenberg het verbeterde tot 2:28.45.

## Uitslagen

### Mannen
| rang   | naam               | land | tijd    |
| ------ | ------------------ | ---- | ------- |
| Goud   | Jean-Pierre Paumen | BEL  | 2:14.51 |
| Zilver | Cor Saelmans       | BEL  | 2:14.54 |
| Brons  | Aart Stigter       | NED  | 2:16.49 |
| 4      | Billy Bedell       | ENG  | 2:17.17 |
| 5      | Jan van Rijthoven  | NED  | 2:17.26 |
| 6      | Bob Mauws          | BEL  | 2:19.11 |
| 7      | René Stam          | NED  | 2:19.26 |
| 8      | Pavol Madar        | TCH  | 2:19.44 |
| 9      | Kubala             | POL  | 2:20.24 |
| 10     | Jos Koniuszek      | NED  | 2:20.52 |

### Vrouwen
| rang   | naam              | land | tijd    |
| ------ | ----------------- | ---- | ------- |
| Goud   | Heather MacDuff   | SCO  | 2:34.26 |
| Zilver | Irena Czuta       | POL  | 2:46.05 |
| Brons  | Christel Van Loon | BEL  | 2:52.29 |
| 4      | Mieke Pullen      | NED  | 2:53.44 |
| 5      | Roelfs            | NED  | 3:02.54 |

1959 ·
1960 ·
1982 ·
1984 ·
1986 ·
1988 ·
1990 ·
1991 ·
1992 ·
1993 ·
1994 ·
1995 ·
1996 ·
1997 ·
1998 ·
1999 ·
2000 ·
2001 ·
2002 ·
2003 ·
2004 ·
2005 ·
2006 ·
2007 ·
2008 ·
2009 ·
2010 ·
2011 ·
2012 ·
2013 ·
2014 ·
2015 ·
2016 ·
2017 ·
2018 ·
2019 ·
2020 ·
2021 ·
2022 ·
2023 ·
2024 ·
2025